# Harry Hamlin
Harry Hamlin (Pasadena (Californië), 30 oktober 1951) is een Amerikaans acteur, vooral bekend van de televisieserie L.A. Law en de film Clash of the Titans.
Hij maakte zijn filmdebut in Movie, Movie (1978) en brak door met zijn hoofdrol als Perseus in Clash of the Titans (1981). Van 1986 tot 1991 speelde hij de advocaat Michael Kuzak in de populaire televisieserie L.A. Law. Hij speelde ook in de televisiefilm L.A. Law: The Movie (2002).
Van 2004 tot 2006 speelde hij een gastrol in de televisieserie Veronica Mars als Aaron Echolls. In 2006 was hij een kandidaat in de Amerikaanse versie van de realitytelevisieserie Dancing with the Stars. Van 2013 tot 2014 speelde hij een gastrol in de serie Mad Men, waarvoor hij genomineerd werd voor een Primetime Emmy Award.
Hamlin werd vier keer genomineerd voor een Golden Globe. Hij werd drie keer genomineerd in de categorie Best Performance by an Actor in a TV-Series voor zijn rol in L.A. Law en één keer in de categorie Best Motion Picture Acting Debut voor zijn rol in Movie, Movie.
Hamlin was een sekssymbool van de jaren 1980. In 1987 werd hij door het Amerikaanse blad People verkozen tot Sexiest man alive.
Hij is getrouwd met actrice en presentatrice Lisa Rinna. Ze hebben twee dochters. Hamlin heeft ook een zoon met actrice Ursula Andress.